# 退渓院駅
退渓院駅（トェゲウォンえき）は、大韓民国京畿道南楊州市にある韓国鉄道公社京春線の駅である。駅番号は(P125)。

## 駅構造
- 島式ホーム2面4線の高架駅。

## 利用状況
近年の一日平均利用人員推移は下記のとおり。なお、京春線の2010年は開業日の12月21日から12月31日までの11日間の平均、ITX-青春の2012年は開業日の2月28日から12月31日までの308日間の平均である。
| 路線     | 路線     | 2010年 | 2011年 | 2012年 | 2013年 | 2014年 | 2015年 | 2016年 | 2017年 | 2018年 | 出典  |
| -------- | -------- | ------ | ------ | ------ | ------ | ------ | ------ | ------ | ------ | ------ | ----- |
| ●京春線  | 乗車人員 | 2,210  | 2,572  | 2,821  | 3,002  | 3,249  | 3,489  | 3,461  | 3,542  | 3,567  | [ 1 ] |
| ●京春線  | 降車人員 | 2,400  | 2,525  | 2,607  | 2,773  | 2,970  | 3,164  | 3,123  | 3,213  | 3,260  | [ 1 ] |
| ●京春線  | 乗降人員 | 4,610  | 5,097  | 5,428  | 5,775  | 6,219  | 6,653  | 6,584  | 6,755  | 6,827  | [ 1 ] |
| ITX-青春 | 乗車人員 | 未開業 | 未開業 | 31     | 50     | 61     | 85     | 93     | 87     | 95     | [ 1 ] |
| ITX-青春 | 降車人員 | 未開業 | 未開業 | 22     | 36     | 41     | 57     | 52     | 54     | 63     | [ 1 ] |
| ITX-青春 | 乗降人員 | 未開業 | 未開業 | 53     | 86     | 102    | 142    | 145    | 141    | 158    | [ 1 ] |

## 駅周辺
- 退渓院郵便局
- 退渓院中学校
- 退渓院初等学校

## 歴史
- 1939年7月25日 - 開業。
- 1970年12月17日 - 初代駅舎が火災で消失。
- 1971年6月1日 - 旧駅舎が完成。
- 2009年10月31日 - 貨物の取扱を廃止。
- 2010年7月22日 - 電鉄化の工事のため運行を休止。
- 2010年12月21日 - 首都圏電鉄京春線開業に伴い再開業。

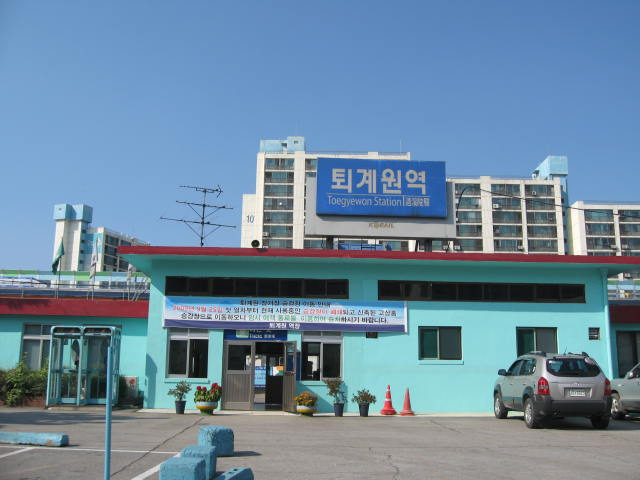
2010年の移転まで使われていた旧駅舎(2009年10月)

## 隣の駅
韓国鉄道公社
●京春線
ITX-青春
上鳳駅 (K120) - 退渓院駅 (P125) - 思陵駅 (P126)
急行
上鳳駅 (K120) - 退渓院駅 (P125) - 思陵駅 (P126)
緩行
別内駅 (P124) - 退渓院駅 (P125) - 思陵駅 (P126)